# Ramūnas Burokas
Ramūnas Burokas (* 7. Mai 1985 in Marijampolė) ist ein litauischer sozialdemokratischer Politiker,   ehemaliger Vizeminister und stellvertretender Wirtschaftsminister Litauens (2017).

## Leben
Nach dem Abitur 2003 an der 6. Mittelschule Marijampolė  absolvierte Ramūnas Burokas 2007 ein Berufsbachelor-Studium am Kolleg Marijampolė und 2012 das Masterstudium der Sozialarbeit an der Mykolo Romerio universitetas in Vilnius. 2015 war er Mitglied im Rat der Gemeinde Marijampolė. 2016 war er Berater des Ministerpremiers	Algirdas Butkevičius.  2017 war Ramūnas Burokas stellvertretender Wirtschaftsminister Litauens und Stellvertreter seines Parteigenossen Mindaugas Sinkevičius im Kabinett Skvernelis.
Seit 2013  leitet Ramūnas Burokas die LSDJS, die litauische sozialdemokratische Jugend. Ab 2015 war er stellvertretender Parteivorsitzender der LSDP, Stellvertreter von Algirdas Butkevičius.

## Familie
Ramūnas Burokas ist verheiratet.